# Въоръжени сили на Еритрея
Еритрейските отбранителни сили са въоръжените сили на Еритрея. Те са трети по-големина в Африка след тези на Египет и Мароко. Заради дългите години на конфликт със съседите си, Еритрея е втората най-милитаризирана страна в света след КНДР, като на 1000 души близо 46 са редовни военнослужещи. Правителството предвижда числеността на редовната армия да бъде намалена до 45 000 души, но поради желанието на Етиопия да си възвърне някои ключови пристанища този план едва ли ще е осъществим в близкото бъдеще.

## История
През 1890 година италианците основават своята колония Еритрея. Местни еритрейски войници (известни като аскари) оказват значителна помощ на италианската армия да окупира Етиопия през 1936 година. През 1941 обаче Великобритания освобождава Етиопия и след това окупира Еритрея и я прави своя колония.
Еритрейските въоръжени сили в съвременния си вид произхождат от бунтовническите групировки Еритрейски фронт за освобождение и Еритрейски народен фронт за освобождение. В края на войната за освобождение от Етиопия войските на ЕНФО са наброявали 110 000 доброволци.

## Видове войски
Еритрейските отбранителни сили се състоят от три вида войски – Сухопътни войски, Военновъздушни сили и Военноморски флот. Върховен главнокомандващ е президентът.

## Състав
Във мирно време еритрейските войски наброяват 45 000 души с резерв от 250 000. Въпреки това граничните спорове с Етиопия принуждават правителството да запази сегашната численост от 202 000 войници.
Наборната служба е задължителна за всички лица, навършили 18 години. Тя трае 16 месеца, от които обаче само 6 месеца са военно обучение. Останалите 10 месеца представляват работа по възстановяване на инфраструктурата на страната. Този вид военна служба е в основата на Прокламация 82, приета като част от конституцията през 1995 година.
Тази система освен това намалява зависимостта от чужди помощи и капитали за възстановяване на страната, но и сплотява разнообразното по етнически и религиозен състав население, елиминирайки възможността за вътрешни конфликти.
След края на наборната служба войниците могат да изберат дали да продължат да работят като редовни военнослужещи, или да останат цивилни лица, но в резерв.

## Гранични проблеми
Етиопия е твърдо решена да възвърне излаза си на Червено море, превземайки няколко ключови пристанищни града, които са на територията на Еритрея. Еритрейските войски, разположени по границата, наброяват повече от 300 000 души. Това е достатъчно, за да възспре етиопските атаки. Бройката обаче е голяма тежест за икономиката на Еритрея, тъй като това е много по-голям процент от населението (4,5 милиона) отколкото при Етиопия (над 75 милиона души). Това своеобразно патово положение е в изгода на по-голямата страна и в ушърб на по-малката. Еритрейското правителство е изправено пред дилемата дали да предаде част от територията си, но да задвижи икономиката си чрез намаляване на армията, или да я запази, но на цената на финансови трудности.